# Ahn Jae-hyung
Ahn Jae-Hyung (8 de janeiro de 1965) é um ex-mesa-tenista sul-coreano. 

## Carreira
Ahn Jae-Hyung representou seu país nos Jogos Olímpicos de 1988, na qual conquistou a medalha de bronze em duplas. 